# Connarus
Connarus là một chi thực vật có hoa trong họ Connaraceae. Chi này được Carl Linnaeus công bố mô tả khoa học đầu tiên năm 1753.

## Từ nguyên
Từ tiếng Hy Lạp κονναρος (konnaros), tên gọi của một loại cây bụi/cây gỗ thường xanh có gai do Agathocles mô tả, có lẽ là Paliurus spina-christi hoặc Ziziphus spina-christi (đều thuộc họ Rhamnaceae) và được Linnaeus sử dụng để mô tả một chi thực vật chủ yếu là cây nhiệt đới.

## Mô tả
Dây leo thân gỗ, cây bụi leo hoặc cây gỗ nhỏ. Các cành nhẵn nhụi hoặc với các lông đơn hay phân nhánh gốc ghép. Lá mọc so le, không lá kèm, có cuống, lá kép lông chim lẻ hoặc lá kép 3 lá chét, hiếm khi 1 lá chét (các lá trên); các lá chét mọc gần đối, đối hay so le; mép phiến lá nguyên, thường có các mạch hỗ (tuyến) trong suốt. Cụm hoa chủ yếu là đầu cành, kiểu chùy hoa ở nách lá, lớn, hiếm khi là xim hoa hoặc cành hoa ở các nách lá phần xa điểm giữa. Hoa lưỡng tính, mẫu 5, với bộ nhị và bộ nhụy dị hình, có mùi thơm. Cuống hoa có khớp nối khác biệt. Lá đài, cánh hoa và nhị hoa thường có tuyến (mạch hỗ). Lá đài 4 hoặc 5, xếp lợp rộng hoặc gần xếp rời trong chồi, hơi hợp sinh tại gốc, dày và mọng thịt hoặc mỏng, bền nhưng không nở rộng sau khi nở hoa. Cánh hoa 5, rời, gần bằng hoặc dài hơn một chút so với lá đài, thường dính giữa, xếp lợp trong chồi, từ nhẵn nhụi đến rậm lông tơ, đôi khi với lông tuyến, thường có màu trắng. Cả lá đài và cánh hoa đều điểm xuyết các khoang tuyến màu ánh đen. Nhị hoa khoảng 10, xen kẽ giữa các nhị dài hơn và các nhị ngắn hơn, 5 nhị dài đối diện lá đài, 5 nhị ngắn đối diện cánh hoa và thường phát triển không đầy đủ (nhị lép hoặc suy giảm với bao phấn không hoạt động) hay thô sơ hoặc hữu sinh; chỉ nhị hợp sinh tại gốc thành một ống ngắn, các chỉ nhị dài hơn thường có các tuyến có cuống trong khi các chỉ nhị ngắn hơn thường không có tuyến; bao phấn thuôn dài, các ngăn thường có tuyến tại gốc, đôi khi có lông tuyến ở đỉnh; mô liên kết dạng tuyến ở đỉnh. Cả chỉ nhị và bao phấn đều điểm xuyết các nhú tuyến. Lá noãn 1; bầu nhụy hình cầu hay hình trứng, 1 ngăn, nhiều lông; noãn 2, đính bên, chèn vào khe nứt mặt bụng. Vòi nhụy thanh mảnh, 1/2 phần gần điểm giữa nhiều lông, 1/2 phần xa điểm giữa có lông tuyến, thường với các tuyến có cuống; đầu nhụy đồng nhất hay mở rộng, xiên. Quả là quả đại hình quả lê xiên, hình thoi hay hình thuyền, hơi bị nén, đôi khi thu hẹp ở gốc thành một cuống dài và mảnh (đôi khi dày hoặc gần như không có), có khía, mở theo chiều dọc theo khe nứt gần trục (mặt bụng) hoặc đôi khi xa trục (mặt lưng), với đài bền, đỉnh tù hay có mấu nhọn hoặc vuốt thành mỏ ngắn và cong, màu đỏ khi chín; vỏ quả ngoài dạng gỗ, sừng hoặc dai như giấy da, có khía xiên và rõ nét hoặc có khấc ánh đen. Hạt 1, từ hình trứng đến hơi giống hình thận, gắn vào mặt bụng của quả đại; vỏ hạt chủ yếu là màu đen tím, bóng, vàng và mọng thịt phía dưới rốn hạt; rốn hạt ở bên; áo hạt hình chén 2 thùy, trải rộng về phía sau để bao lấy đáy của hạt, dày thịt; các lá mầm dày, phẳng lồi; rễ mầm thường ở đỉnh hay lưng hoặc gần như ở tâm của hạt giữa các lá mầm; nội nhũ không có hoặc ít phát triển.

## Phân bố
Các loài trong chi này phân bố rộng khắp trong khu vực nhiệt đới toàn thế giới và kéo dài đến miền nam Trung Quốc. Môi trường sống là các rừng mưa nhiệt đới.

## Các loài
Schellenberg (1938) cho rằng chi này chứa 120 loài. Tuy nhiên, Leenhouts (1958b) cho rằng số lượng này là quá nhiều và cho rằng nó chứa 77 loài. Danh sách 99 loài dưới đây lấy theo The Plant List và Plants of the World Online:
- Connarus africanus Lam., 1786: Tây và tây trung nhiệt đới châu Phi.
- Connarus agamae Merr., 1918: Đông bắc Borneo.
- Connarus andamanicus M.S.Mondal, 1991: Quần đảo Andaman và Nicobar.
- Connarus annamensis Gagnep., 1952: Trung và nam Việt Nam.
- Connarus bariensis Pierre, 1898: Lào, Việt Nam.
- Connarus beyrichii Planch., 1850: Đông Brasil.
- Connarus blanchetii Planch., 1850: Đông bắc Brasil.
- Connarus brachybotryosus Donn.Sm., 1914: Guatemala, Honduras.
- Connarus bracteosovillosus Forero, 1981: Peru.
- Connarus celatus Forero, 1980: Bắc Brasil (Pará).
- Connarus championii Thwaites, 1859: Sri Lanka.
- Connarus cochinchinensis (Baill.) Pierre, 1898: Đông Dương đến bắc Malaysia bán đảo - (Cây) mồng gà, lốp bốp, dẻ dây, (cây) độc chó.
- Connarus conchocarpus F.Muell., 1866: Đông bắc Queensland (Australia).
- Connarus congolanus G.Schellenb., 1938: Tây và tây trung nhiệt đới châu Phi.
- Connarus cordatus L.A.Vidal, Carbonó & Forero, 1984: Từ đông Colombia đến Amazonas (Venezuela).
- Connarus coriaceus G.Schellenb., 1925: Từ bắc Nam Mỹ phía đông dãy Andes đến bắc Brasil.
- Connarus costaricensis G.Schellenb., 1938: Costa Rica.
- Connarus culionensis Merr., 1909: Việt Nam và nam Philippines - Trường điều, lốp bốp Culion, mồng gà.
- Connarus cuneifolius Baker, 1871: Đông Brasil (Minas Gerais, Rio de Janeiro).
- Connarus detersoides G.Schellenb., 1925: Đông nam Brasil.
- Connarus detersus Planch., 1850: Đông Brasil.
- Connarus ecuadorensis G.Schellenb., 1938: Ecuador.
- Connarus elsae Forero, 1981: Peru (San Martín).
- Connarus erianthus Benth. ex Baker, 1871: Bắc Brasil đến Peru.
- Connarus euphlebius Merr., 1922: Malaysia bán đảo, Borneo.
- Connarus fasciculatus (DC.) Planch., 1850: Guiana, bắc Brasil.
- Connarus favosus Planch., 1850: Tây trung và đông nam Brasil.
- Connarus ferrugineus Jack, 1822: Phần bán đảo thuộc Thái Lan và Malaysia.
- Connarus gabonensis Lemmens, 1989: Trung Gabon.
- Connarus grandifolius Planch., 1850: Tiểu Antilles (các quần đảo Leeward, Windward).
- Connarus grandis Jack, 1822: Tây và trung Malesia.
- Connarus griffonianus Baill., 1867: Từ nam Nigeria qua Congo, Cộng hòa Dân chủ Congo đến Angola.
- Connarus guggenheimii Forero, 1980: Colombia.
- Connarus impressinervis B.C.Stone, 1980: Borneo (Sarawak).
- Connarus incomptus Planch., 1850: Guyana, bắc và đông bắc Brasil.
- Connarus jaramilloi Forero, 1980: Colombia.
- Connarus kingii G.Schellenb., 1925: Assam, Myanmar, quần đảo Andaman và Nicobar.
- Connarus lambertii (DC.) Britton, 1908: Từ Mexico đến vùng nhiệt đới Nam Mỹ.
- Connarus lamii Leenh., 1958: Tây New Guinea.
- Connarus latifolius Wall. ex Planch., 1850: Myanmar.
- Connarus lentiginosus Brandegee, 1915: Từ nam Mexico đến Trung Mỹ.
- Connarus longipetalus Gagnep., 1952: Miền nam Việt Nam.
- Connarus longistipitatus Gilg, 1895: Từ Nigeria về phía đông đến Kenya và về phía nam đến Angola.
- Connarus lucens G.Schellenb., 1924: Borneo (Sarawak).
- Connarus marginatus Planch., 1850: Đông nam Brasil (Rio de Janeiro).
- Connarus marlenei Forero, 1980: Bắc Brasil.
- Connarus martii G.Schellenb., 1925: Brasil, Bolivia.
- Connarus megacarpus S.F.Blake, 1923: Guyana.
- Connarus monocarpus L., 1753: Sri Lanka và tây Ấn Độ. Du nhập vào Malaysia bán đảo.
- Connarus nervatus Cuatrec., 1951: Từ Colombia đến bắc Peru.
- Connarus nicobaricus King, 1897: Từ quần đảo Parlab (trong quần đảo Andaman) đến quần đảo Nicobar.
- Connarus nodosus Baker, 1871: Brasil (Rio de Janeiro).
- Connarus oblongus G.Schellenb., 1938: Brasil (Minas Gerais).
- Connarus odoratus Hook.f., 1860: Bán đảo Mã Lai, Borneo.
- Connarus ovatifolius (Mart.) G.Schellenb., 1938: Đông Brasil.
- Connarus panamensis Griseb., 1858: Từ Trung Mỹ đến Colombia và tây bắc Venezuela.
- Connarus paniculatus Roxb., 1832: Từ Ấn Độ qua Đông Dương, Hải Nam và Malaysia bán đảo - Quả giùm, trường điều chuỳ.
- Connarus parameswaranii Ramam. & Rajan, 1988: Tây nam Ấn Độ.
- Connarus patrisii (DC.) Planch., 1850: Miền nam nhiệt đới châu Mỹ.
- Connarus peltatus Forman, 1996: Brunei.
- Connarus perrottetii (DC.) Planch., 1850: Miền bắc Nam Mỹ phía đông dãy Andes đến tây trung Brasil.
- Connarus perturbatus Forero, 1980: Colombia.
- Connarus pickeringii A.Gray, 1854: Từ đông quần đảo Soloomon đến Fiji.
- Connarus planchonianus G.Schellenb., 1927: Quần đảo Nicobar, Myanmar, Thái Lan, Malaysia đến Sumatra.
- Connarus poilanei Gagnep., 1952: Nam Việt Nam.
- Connarus popenoei Standl., 1929: Honduras.
- Connarus portosegurensis Forero, 1980: Brasil (Bahia).
- Connarus punctatus Planch., 1850: Miền nam nhiệt đới châu Mỹ.
- Connarus regnellii G.Schellenb., 1925: Đông nam Brasil.
- Connarus renteriae Carbonó, Forero & L.A.Vidal, 1984: Colombia.
- Connarus reticulatus Griseb., 1866: Đông Cuba.
- Connarus rigidus Forero, 1980: Colombia, Venezuela đến bắc Brasil.
- Connarus rostratus (Vell.) L.B.Sm., 1955: Nam và đông nam Brasil.
- Connarus ruber (Poepp.) Planch., 1850: Miền nam nhiệt đới châu Mỹ.
- Connarus salomoniensis G.Schellenb., 1938: New Guinea, quần đảo Solomon.
- Connarus schultesii Standl. ex R.E.Schult., 1941: Mexico (Veracruz, Oaxaca, Chiapas).
- Connarus sclerocarpus (Wight & Arn.) G.Schellenb., 1925: Tây nam Ấn Độ.
- Connarus semidecandrus Jack, 1822: Từ Đông Nam Á đến các đảo phía tây Thái Bình Dương (Caroline, New Guinea, Solomon) - Dây lốp bốp.
- Connarus silvanensis Cuatrec., 1951: Panama, Colombia.
- Connarus staudtii Gilg, 1896: Từ đông nam Nigeria đến tây trung nhiệt đới châu Phi.
- Connarus stenophyllus Standl. & L.O.Williams ex Ant.Molina, 1968: Mexico (Guerrero, Oaxaca, Chiapas).
- Connarus steyermarkii Prance, 1966: Venezuela.
- Connarus suberosus Planch., 1850: Bolivia, Brasil.
- Connarus subfoveolatus Merr., 1918: Philippines (Luzon).
- Connarus subinequifolius Elmer, 1908: Philippines.
- Connarus subpeltatus G.Schellenb., 1925: Brasil (Paraná).
- Connarus thonningii (DC.) G.Schellenb., 1915: Miền tây nhiệt đới châu Phi.
- Connarus touranensis Gagnep., 1952: Miền trung và nam Việt Nam.
- Connarus turczaninowii Triana & Planch., 1872: Panama đến tây bắc Colombia.
- Connarus venezuelanus Baill., 1869: Colombia, Venezuela.
- Connarus villosus Jack, 1822: Sumatra, Borneo.
- Connarus vulcanicus J.F.Morales, 2007: Costa Rica.
- Connarus whitfordii Merr., 1909: Miền đông Philippines.
- Connarus wightii Hook.f., 1876: Miền tây Ấn Độ.
- Connarus williamsii Britton, 1918: Panama, Colombia.
- Connarus winkleri G.Schellenb., 1924: Borneo.
- Connarus wurdackii Prance, 1971: Brasil (Pará).
- Connarus xylocarpus L.A.Vidal, Carbonó & Forero, 1984: Đông bắc Brasil.
- Connarus yunnanensis G.Schellenb., 1938: Myanmar, Trung Quốc (Vân Nam, nam Quảng Tây).